# Le Château des chiens hurlants

Logo du film Le Château des chiens hurlants (Der Hund von Blackwood Castle), 1968

Le Château des chiens hurlants (Der Hund von Blackwood Castle) est un film allemand réalisé par Alfred Vohrer et sorti en 1968.

## Synopsis
Une jeune femme se rend au château de Blackwood dont elle a hérité à la mort de son père. Des évènements étranges se produisent, et des morts inexpliquées se succèdent.

## Fiche technique
- Titre original : Der Hund von Blackwood Castle
- Réalisation : Alfred Vohrer
- Scénario : Herbert Reinecker d'après un roman Edgar Wallace
- Production : Rialto Film
- Photographie : Karl Löb
- Musique : Peter Thomas
- Montage : Jutta Hering
- Pays de production :  Allemagne
- Durée : 92 minutes[1]
- Dates de sortie : 
  - Allemagne : 18 janvier 1968
  - France : 1er septembre 1971

## Distribution
- Heinz Drache (VF : Jacques Deschamps) : Humphrey Connery
- Karin Baal : Jane Wilson
- Siegfried Schürenberg : Sir John
- Horst Tappert (VF : Jacques Thébault) : Donald Fairbanks
- Agnes Windeck : Lady Agathy Beverton
- Ilse Pagé : Miss Mabel Finley
- Mady Rahl : Catherine Wilson
- Uta Levka : Dorothy Cornick
- Hans Söhnker (VF : Roger Rudel) : Robert Jackson
- Kurd Pieritz (VF : Claude Bertrand) : Edward Baldwin
- Arthur Binder (VF : Yves Brainville) : Grimsby

## Production
Le réalisateur Alfred Vohrer a été accusé d'avoir réutilisé des décors de ses films précédents par souci d'économies.